# 莫仕葵
莫仕葵、莫仕睽（？—1874年），原名莫世睽，清广西省平南县花洲鵬化山中人，太平天国补王。
早年加入拜上帝會並追隨胡以晃於花洲，善口辯，出身牙行（今律師），後為東王楊秀清幕僚。咸豐六年，出師湖北、江西，躲逃過天京內鬨；後天王召莫回天京升太平天国刑部尚書，及外交事務。
罗惇曧《太平天國戰記》称，1858年（咸丰八年），兵部尚書莫仕葵以察軍在李秀成军营中。莫仕葵看到李昭寿写给李秀成的劝降信。李秀成大惊，莫仕葵说：「公意如何？」李秀成说：「臣不事二主，猶女不更二夫，昭壽自為不義，乃欲陷人乎？」莫仕葵说：「吾知公忠義，當代奏天王。」乃持書去，并劝戒李秀成说：「儻有敵將書，宜原封上進，以弭讒謗。」天王洪秀全得知传言后，命令封江阻李秀成兵，並係其父母。莫仕葵听闻诏令后说：「若此則大事去矣。」他与蒙得恩、林紹璋、李春發，入宮切諫说：「秀成前待昭壽有恩，今聞（陈）玉成封王，故為敵行間，陛下奈何中其奸，自壞長城？京師一線之路，賴秀成障之，舍秀成無足當者。玉成總軍數月，不能調一軍，其效可睹矣。今宜優詔褒勉，以安秀成之心。臣等願以百口保秀成之忠義也。」最终，洪秀全听从建议，并封李秀成为忠王。《清史稿》引用。
1861年十二月後，因羅孝全私返美國，天王怒而去莫外交職；於刑部尚書任內「恐怖統治」用刑為人詬病。辛酉十一年（1861年），莫仕葵封天将。壬戌十二年（1862年），莫仕葵封为补王。甲子十四年（1864年），任刑部事务。六月初六日，天京陷落。《李秀成自述》提及在天京陷落之前，其妻舅宋永祺进行劝降，被莫仕葵当众揭发。李秀成用银与莫仕葵，“而后宽刑，不治其罪，奏旨轻办”。天京陷落后，補王與眾失聯，變服遁還平南鄉里，匿鵬化山中，久之，卒，墓土至今仍存。
今莫仕睽墓与太平天国敬王林大居的墓葬同为平南县文物保护单位。